# География на Уганда
Уганда е държава в Източна Африка, разположена в горния басейн на река Бели Нил, пресечена в южната част от Екватора. На юг Уганда граничи с Танзания (дължина на границата – 420 km), на югозапад – с Руанда (140 km), на запад – с Демократична република Конго (765 km), на север – с Южен Судан (435 km), а на изток – с Кения (933 km). Общата дължина на сухоземните граници (в т.ч. речни и езерни) е 2693 km. На югоизток има излаз на езерото Виктория. Дължината на страната от североизток на югозапад е 790 km, а ширината ѝ варира от 240 km на югозапад, до 500 km на север. В тези си граници Уганда заема площ от 241 038 km². Населението към 1.1.2018 г. възлиза на 42 700 000 души. Столица е град Кампала.
Територията на Уганда се простира между 4°13′ с.ш. и 1°29′ ю.ш. и между 29°34′ и 35°02′ и.д. Крайните точки на страната са следните:
- крайна северна точка – 4°13′07″ с. ш. 33°59′31″ и. д. / 4.218611° с. ш. 33.991944° и. д., на границите с Южен Судан и Кения.
- крайна южна точка – 1°28′57″ ю. ш. 29°54′57″ и. д. / 1.4825° ю. ш. 29.915833° и. д., на границата с Руанда.
- крайна западна точка – 1°11′11″ ю. ш. 29°34′24″ и. д. / 1.186389° ю. ш. 29.573333° и. д., на границата с Демократична република Конго.
- крайна източна точка – 1°54′52″ с. ш. 35°01′59″ и. д. / 1.914444° с. ш. 35.033056° и. д., на границата с Кения.[2]

## Релеф
В релефа на страната преобладават високите (1100 – 1500 m) и слабохълмисти равнини, с издигащи се над тях островни планини, разчленени от плитки речни долини с плоски, в голямата си част заблатени алувиални дъна. В южната част на Уганда в широко и плоско понижение лежи най-голямото африканско езеро Виктория, северната част на което принадлежи на страната. На север от него е разположено плиткото езеро Кьога. В западната част на Уганда се простира дълбок грабен, явяващ се западно разклонение на Източноафриканската разломна зона, в който са разположени езерата Алберт и Едуард, съединени чрез река Семлики и обкръжени от езерно-алувиални равнини с височина 600 – 900 m. Между тези две езера на границата с Демократична република Конго е издига планинския масив Рувензори с връх Маргарита (5109 m). На югозапад, на границата с Руанда са разположени изгасналите вулкани в планинската група Вирунга (Махавура – 4127 m, Гахинга – 3574 m, Сабинио 3634 m). На границата с Кения се издига угасналия вулкан Елгон (4322 m).

## Геоложки строеж, полезни изкопаеми
Значителна част от територията на Уганда е изградена от древни метаморфни скали (магматити и гранито-гнайси), изграждащи фундамента на Африканската платформа. На югоизток са развити вулканогенно-теригенни скалисти серии от архайската „система“ Нянза, които са несъгласувано препокрити от конгромерати и шисти от „системата“ Кавирондо, която е пронизана от гранити. От северозападното крайбрежие на езерото Виктория до планинския масив Рувензори се простира нагънат пояс, изграден от кристалинни шисти и кварцити от „системата“ Буганда-Торо. Гранитоидите, пронизващи тези скали, а също и по-горе лежащите пясъчници и конгломерати са на възраст около 1800 млн. години. Североизточната част на Уганда, отделена от зоната на разломите, се отнася към Мозамбикския пояс от къснодокамбрйската и раннопалеозойската тектонска активизация. На югозапад в страната се простира северния край на Кибаро-Урундийския нагънат пояс, изграден от мощни (до 8 km) рифейски кварцити и аргирити от „системата“ Карагве-Анколе, пронизани от гранити на възраст 1300 – 1400 млн. години. В пределите на страната преминава западното разклонение на Източноафриканската разломна зона, с която генетично е свързан неоген-антропогенов комплекс от вулканогенно-седиментни и алкално-карбонатни вулканични скали. На изток се простира пояс от карбонати с кредна възраст, в който са разположени железнорудните находища Сукулу и Букусу. Карбонатните находища Сукулу съдържат и значителни запаси от ниобий (600 хил. т), цирконий (50 хил. т), апатити (оценъчни запаси около 202 млн. т, със средно съдържание на апатит в рудата 31%; в Букусу съдържанието на апатит е съответно 50 млн. т и 24,5%). Към метаморфните докамбрийски скали (в подножието на Рувензори) са привързани находищата на медно-кобалтови руди, а на юг от езерото Джордж – полиметални находища. С кварцитните жили, пронизващи „системите“ Буганда-Торо и Карагве-Анколе, са свързани находищата на злато. На югозапад с пегматитовите полета в „системата“ Карагве-Анколе са свързани находищата на калай (Мвирасанду, Рвекинеро, Кичвамба и др.), волфрам (Кясампово), берилий (Анколе, Кигези), тантал, ниобий, литий, бисмут. В страната се добиват още вермикулит, мусковит, талк, скъпоценни камъни, огнеуполни глини, каменна сол.

## Климат
Климатът на Уганда е екваториално-мусонен, през лятото влажен, сравнително мек поради значителната надморска височина. Средните месечни температури в Ентебе, на брега на езерото Виктория са от 20,5°С до 22°С, а във Форт Портал, на запад, в подножието на планината Рувензори – от 18,5°С до 19,5°С. Годишната сума на валежите е от 750 – 1000 до 1500 mm и повече. Дъждовният сезон, е обичайно с два максимума на валежите и продължава на юг от Екватора от септември до май, а на север – от март до ноември.

## Води
Почти цялата територия на Уганда се отнася към водосборния басейн на река Бели Нил (3700* km), пресичаща страната от юг на север. Тя изтича от северната част на езерото Виктория (68 000* km²) под името Виктория-Нил, преминава през големите езера Кьога (1720 km²) и Алберт (5335* km²) и изтича от последното под името Алберт-Нил. Други по-големи реки са: Кагера (597* km), Ачва (434* km), Семлики (230* km), Катонга (220 km) и др. Освен езерата Виктория, Кьога и Алберт на територията на Уганда са разположени още езерата Едуард (2150* km², частично), Джордж (250 km²) и др.

## Почви, растителност, животински свят, национални паркове
Почвите с страната са предимно червени фералитни, а в най-сухите райони на североизток – червено-кафяви ожелезнени.
В растителността преобладават вторичните високотревисти савани, предимно от парков тип. Съхранили са се отделни малки масиви от листопадни и вечнозелени гори. Долните склонове на високите планини са покрити с влажни вечнозелени гори, които нагоре се сменят с участъци от бамбук и дървовиден хедър, а след това от афро-алпийски ливади с дървовидни кръстоцветни и лобелии.
Животинският свят е богат на едри бозайници, съхранили се предимно в националните паркове „Рувензори“ и „Кабарега“ (слонове, носорози, хипопотами, биволи, няколко вида антилопи, жирафи, лъвове, леопарди, маймуни). Много разнообразни са: птичият свят, влечугите (крокодили, змии), насекомите (в т.ч. много опасните за човека муха цеце, муха симулиум, малариен комар и др.), рибната фауна (шаран, нилски костур, протоптерус и др.).